# Psila aethiopica
Psila aethiopica är en tvåvingeart som beskrevs av Verbeke 1952. Psila aethiopica ingår i släktet Psila och familjen rotflugor.
Artens utbredningsområde är Kongo. Inga underarter finns listade i Catalogue of Life.